# NGC 7501
NGC 7501 (również PGC 70619) – galaktyka eliptyczna (E1), znajdująca się w gwiazdozbiorze Ryb. Odkrył ją Albert Marth 2 września 1864 roku.